# Telicota augias
Telicota augias is een vlinder uit de familie van de dikkopjes (Hesperiidae). De wetenschappelijke naam is gepubliceerd in 1763 door Linnaeus.